# Heterusia brunonaria
Heterusia brunonaria är en fjärilsart som beskrevs av J. Peter Maassen 1890. Heterusia brunonaria ingår i släktet Heterusia och familjen mätare. Inga underarter finns listade i Catalogue of Life.